# المركبة (ذي السفال)

تعديل مصدري - تعديل

المركبة هي إحدى قرى عزلة بني عبد الله بمديرية ذي السفال التابعة لمحافظة إب، بلغ تعداد سكانها 324 نسمة حسب تعداد اليمن لعام 2004.